# Europees kampioenschap schaatsen vrouwen 1982
De zevende editie van het Europees kampioenschap schaatsen voor vrouwen, georganiseerd door de Internationale Schaatsunie (ISU), werd op 23 en 24 januari 1982 voor de derde keer verreden op de onoverdekte kunstijsbaan van Thialf in Heerenveen. Het kampioenschap werd verreden over de mini vierkamp (500-1500-1000-3000 meter).

## Deelname
Vierentwintig deelneemsters uit acht landen namen aan dit kampioenschap deel. Alle acht landen, Nederland (4), de DDR (4), Sovjet-Unie (4), Finland (3), Noorwegen (3), Zweden (3), West-Duitsland (2) en Zwitserland (1), waren ook vertegenwoordigd op het EK in 1981. Groot-Brittannië en Polen, in 1981 nog present, vaardigden dit jaar geen deelneemster af.
Natalja Petroeseva uit de Sovjet-Unie prolongeerde haar Europese titel. Op het erepodium werd ze geflankeerd door de Oost-Duitse Karin Busch-Enke die net als in 1981 tweede werd en haar landgenote Natalja Sjive-Glebova op plaats drie.
Van het Nederlandse kwartet namen drie deelneemsters deel aan de afsluitende vierde afstand. Debutante Thea Limbach werd zevende, Joke van Rijssel werd achtste en eveneens debutante Ria Visser eindigde op de twaalfde plaats. Alie Boorsma werd niet geklasseerd vanwege een diskwalificatie op de 1500 meter.
Wel won Alie Boorsma met de bronzen medaille op de 500 meter de enige Nederlandse afstandsmedaille op dit kampioenschap.

## Afstandmedailles
| Afstand | Goud               | Zilver                | Brons                 |
| ------- | ------------------ | --------------------- | --------------------- |
| 500m    | Natalja Petroeseva | Natalja Sjive-Glebova | Alie Boorsma          |
| 1000m   | Natalja Petroeseva | Karin Busch-Enke      | Natalja Sjive-Glebova |
| 1500m   | Natalja Petroeseva | Karin Busch-Enke      | Natalja Sjive-Glebova |
| 3000m   | Karin Busch-Enke   | Gabi Schönbrunn       | Bjørg Eva Jensen      |

## Klassement
Achter de namen staat tussen haakjes bij meervoudige deelname het aantal deelnames.
| #      | Naam                        | Punten  | 500m       | 1500m        | 1000m        | 3000m        |
| ------ | --------------------------- | ------- | ---------- | ------------ | ------------ | ------------ |
| Goud   | Natalja Petroeseva (2)      | 173,386 | 41,24 (1)  | 2.09,50 (1)  | 1.23,36 (1)  | 4.43,80 (5)  |
| Zilver | Karin Busch-Enke (2)        | 174,471 | 42,39 (4)  | 2.10,07 (2)  | 1.25,17 (2)  | 4.36,84 (1)  |
| Brons  | Natalja Sjive-Glebova       | 176,735 | 42,09 (2)  | 2.11,28 (3)  | 1.25,87 (3)  | 4.47,70 (8)  |
| 4      | Gabi Schönbrunn (2)         | 177,058 | 43,46 (8)  | 2.11,73 (4)  | 1.26,70 (8)  | 4.38,03 (2)  |
| 5      | Bjørg Eva Jensen (2)        | 177,801 | 43,55 (11) | 2.12,67 (7)  | 1.27,27 (11) | 4.38,36 (3)  |
| 6      | Andrea Schöne-Mitscherlich  | 178,003 | 44,13 (17) | 2.11,80 (5)  | 1.26,40 (5)  | 4.40,44 (4)  |
| 7      | Thea Limbach                | 178,714 | 43,69 (13) | 2.12,23 (6)  | 1.26,03 (4)  | 4.47,60 (7)  |
| 8      | Joke van Rijssel (2)        | 179,358 | 43,32 (6)  | 2.15,51 (12) | 1.28,03 (10) | 4.41,12 (4)  |
| 9      | Marina Koltsova             | 179,615 | 43,32 (7)  | 2.14,64 (11) | 1.27,63 (12) | 4.45,60 (6)  |
| 10     | Annette Carlén-Karlsson (2) | 180,502 | 43,95 (15) | 2.13,85 (9)  | 1.26,76 (9)  | 4.51,34 (12) |
| 11     | Svetlana Katsjuk (2)        | 180,623 | 42,83 (6)  | 2.15,94 (13) | 1.28,56 (14) | 4.49,20 (11) |
| 12     | Ria Visser                  | 181,261 | 44,39 (19) | 2.14,47 (10) | 1.27,98 (13) | 4.46,35 (10) |
| 13     | Monika Pflug (6)            | 181,533 | 42,50 (5)  | 2.14,64 (11) | 1.26,49 (6)  | 5.05,45 (16) |
| 14     | Sylvia Brunner (2)          | 183,958 | 43,46 (8)  | 2.17,82 (15) | 1.28,99 (15) | 5.00,38 (14) |
| 15     | Ines Pochert-Bautzmann (2)  | 184,891 | 43,99 (16) | 2.18,44 (16) | 1.31,04 (20) | 4.55,41 (13) |
| 16     | Brigitte Flierl (2)         | 185,165 | 44,26 (18) | 2.17,70 (14) | 1.29,12 (16) | 5.02,67 (15) |
| NC17   | Aila Tartia (2)             | 134,998 | 43,88 (14) | 2.18,49 (17) | 1.29,91 (17) |              |
| NC18   | Virve Mäkelä                | 135,886 | 43,47 (10) | 2.22,31 (22) | 1.29,96 (18) |              |
| NC19   | Turid Lillehagen            | 135,923 | 44,50 (20) | 2.19,15 (19) | 1.30,08 (19) |              |
| NC20   | Taina Salmia                | 136,986 | 44,62 (21) | 2.20,39 (20) | 1.31,14 (21) |              |
| NC21   | Elisabeth Öhlin (2)         | 137,163 | 45,10 (23) | 2.18,85 (18) | 1.31,56 (22) |              |
| NC22   | Rose-Marie Karlsson         | 138,036 | 45,09 (22) | 2.21,26 (21) | 1.31,72 (23) |              |
| NC23   | Mona Iversen                | 140,230 | 46,48 (24) | 2.22,56 (23) | 1.32,46 (24) |              |
| dq     | Alie Boorsma (2)            | 85,500  | 42,19 (3)  | 2.15,02 (dq) | 1.26,62 (7)  |              |

vet = kampioenschapsrecord
dq = gediskwalificeerd